# 堀米町
堀米町（ほりごめまち）は栃木県の南西部、安蘇郡に属していた町である。

## 地理
- 河川：秋山川

## 歴史
- 1889年（明治22年）4月1日 町村制施行により堀米村、奈良淵村が合併し堀米町が成立する。
- 1943年（昭和18年）4月1日 佐野町、植野村、界村、犬伏町、旗川村と合併し佐野市となる。